# Pavel Nikolaevich Ovczinnikov
Pável Nikoláyevich Ovchínnikov Па́вел Никола́евич Овчи́нников (também conhecido como Pavel Nikolaevich Ovczinnikov), (1903 - 1979, foi um botânico russo .
Se especializou na família das Poaceae. Realizou extensas excurções botânicas pela Ásia.

## Algumas publicações
- OVCZINNIKOV, P.N.; S. YUNUSSOV, eds. Flora Tadzhitskoi SSR 5. Academia de Ciencias, Leningrado